# Michaël Prazan
Michaël Prazan, né le 14 mai 1970 à Paris, est un écrivain et réalisateur français.

## Biographie

### Ascendance
Michaël Prazan est le petit-fils de ressortissants immigrés polonais, Abram et Estera Prazan. Abram Prazan est né le 7 mai 1901 à Varsovie. Estera Prazan (née Fiszer) est née le 29 novembre 1908 à Kurzyn. Ils arrivent en France dans les années 1920. Ils sont arrêtés le 14 mai 1941 lors de la rafle des Juifs étrangers de l'Est parisien dite rafle du billet vert et déportés sans retour à Auschwitz, lui par le convoi no 4 du 25 juin 1942, elle par le convoi no 12 du 29 juillet 1942. Leur dernière adresse est au 57 rue de Charonne dans le 11e arrondissement de Paris.
Son père, caché, échappe au réseau gestapiste de Pierre Lussac grâce à l'héroïsme d'une résistante, Thérèse Léopold. Après-guerre, son père travaille dans la confection avant d'ouvrir une galerie de peinture au Quartier latin.
Il a un frère aîné, Franck Prazan.

### Carrière
Il s’intéresse aux mouvements radicaux des années 1960 : nationalisme, terrorisme d’extrême gauche, antisémitisme, islamisme, négationnisme, puis écrit un livre sur l’Armée rouge japonaise (Les Fanatiques, Seuil 2002) et réalise un film documentaire pour Arte (Japon, les Années rouges).
Il anime sur RCJ une émission de débat hebdomadaire avec Tristan Mendès France et publie sa thèse au mois de mars 2005 aux éditions Calmann-Lévy sous le titre L’Écriture génocidaire : l’antisémitisme en style et en discours.
Puis il écrit et réalise Einsatzgruppen, les commandos de la mort, un documentaire sur le génocide des Juifs de l'Est par les commandos mobiles et leurs supplétifs, au cours de l'opération Barbarossa de juin 1941, diffusé sur France 2 en avril 2009. Il reçoit le prix du meilleur documentaire au Jewish Motifs International Film Festival (en) de Varsovie en 2010 et bénéficie du soutien de la Fondation pour la mémoire de la Shoah. 
Il collabore à l'hebdomadaire Franc-Tireur depuis novembre 2021.

## Prises de position
En janvier 2014, Michaël Prazan soutient l'interdiction des spectacles de Dieudonné.

## Œuvres

### Livres
- Une tradition de la haine. Figures autour de l’extrême droite, éditions Paris-Méditerranée, essai, 1999.
- La Maladie no 9, Berg International éditions, récit historique, 2001[12].
- Les Fanatiques. Histoire de l'Armée rouge japonaise, éditions du Seuil, document, 2002.
- L’Écriture génocidaire : l’antisémitisme en style et en discours, Calmann-Lévy, essai, 2005.
- Pierre Goldman, le Frère de l’ombre, Seuil, biographie, 2005.
- Roger Garaudy : itinéraire d’une négation, coécrit avec Adrien Minard, Calmann-Lévy, essai, 2007.
- La Maîtresse de Charles Baudelaire, Plon, roman, 2007.
- Le Massacre de Nankin, entre mémoire et oubli, Denoël, enquête historique, 2007.
- Einsatzgruppen, Seuil, enquête historique, 2010.
- Une histoire du terrorisme (avec la collaboration de Christiane Ratiney), Flammarion, 2012.
- Frères Musulmans : enquête sur la dernière idéologie totalitaire, Grasset, 2014.
- La Passeuse, Grasset, 2017.
- Souvenirs du rivage des morts, roman, Rivages, 2021. Prix du meilleur roman de la sélection Fictions du festival « Aux livres citoyens! » (édition 2022).
- Varlam, récit, Rivages, 2023 (prix du meilleur récit de voyage du festival « What a trip ! » - édition 2023).
- La vérité sur le Hamas et ses idiots utiles, Éditions de l'Observatoire, 2025.

### Films documentaires
- Auteur du documentaire historique La Maladie no 9 (BFC productions). Diffusé 6 avril 2001 sur La Cinquième.
- Auteur, réalisateur, chef opérateur du film Japon, les Années Rouges (Kuiv productions). Diffusé dans le cadre des mercredis de l’histoire, Arte, le 6 février 2002.
- Auteur, réalisateur, chef opérateur du film L’assassinat de Pierre Goldman (Kuiv productions – France 3), diffusion le 13 janvier 2006 – Sélection officielle FIPA 2006 (Biarritz, janvier 2006).
- Auteur, réalisateur du film Nankin : la mémoire et l’oubli (Les Poissons volants ; Rosem films – France 5), diffusion mars 2007 – Sélection officielle FIPA 2007 (Biarritz, janvier 2007). ; Sélection officielle au Chicago International Documentary Festival (en) (Chicago, avril 2007).
- Auteur, réalisateur du film Le dernier combat d’Ariel Sharon (Kuiv-productions ; Arte). Diffusion mai 2008.
- Auteur, réalisateur du film Einsatzgruppen, les commandos de la mort (Kuiv productions - France 2), diffusé en deux parties en avril 2009.
- Auteur (avec Annette Wieviorka), réalisateur du film Le Procès d'Adolf Eichmann (Kuiv productions - France 2), diffusion avril 2011.
- Auteur, réalisateur de la série documentaire Une histoire du terrorisme (3 × 60 min) (Doc en stock - France 3), diffusion mars 2012.
- Auteur, réalisateur du film La Confrérie, enquête sur les frères musulmans (Histoire immédiate - France 3), diffusion mai 2013.
- Auteur, réalisateur du film Ellis Island : une histoire du rêve américain (Les Films d'un jour - Arte), diffusion le 11 mars 2014 - Prix FIAT / IFTA 2014 de la meilleure utilisation des archives dans un film documentaire.
- Auteur (avec Valérie Igounet), réalisateur du film Les Faussaires de l'histoire (Talweg - France 5), diffusion le 28 septembre 2014.
- Auteur (avec Christiane Ratiney), réalisateur du film « DAS REICH ; Une division SS en France » (90 min Nilaya production – France 3 - Arte), diffusion le 2 mars 2015.
- Auteur, réalisateur du film Le Combattant de la paix ; Benjamin Ferencz (30 min Kuiv productions – France 3), diffusion le 2 mars 2015 - Prix du public, sélection Panorama du Festival du film d'histoire de Pessac, édition 2016.
- Auteur, réalisateur (avec Christiane Ratiney) de Beatles vs Rolling Stones ; it's not only rock'n roll (52 min, TV-presse - France 5), diffusion le 11 février 2016.
- Auteur, réalisateur de Vichy, la mémoire empoisonnée (90 min, Talweg productions - France 3), diffusion le 16 mai 2016.
- Auteur, réalisateur de La passeuse des Aubrais (80 min, INA productions - Arte), prix du meilleur documentaire (jury professionnel), et prix des jeunes journalistes de l'Institut de journalisme Bordeaux Aquitaine au Festival international du film d'histoire de Pessac. Prix Fondation Auschwitz 2016-2017. Étoile de la SCAM 2017.
- Auteur, réalisateur de L'exercice de la justice (110 min, TV-presse - France 3), diffusion diffusé en deux parties le 14 juin 2018[13].
- Auteur (avec Assia Kovrigina), réalisateur de GOULAG(s), (80 min, TV-presse - France 2), diffusion le 2 avril 2019[14]
- Auteur réalisateur de Georges Kiejman ; Autoportrait (60 min, Talweg productions - LCP - Histoire), diffusion 17 décembre 2020[15].
- Auteur, réalisateur de L'Armée rouge, série documentaire en deux épisodes (2 × 60 min, Zadig productions - Arte), diffusion le 14 septembre 2021.
- Auteur, réalisateur de Hitler-Staline, le choc des tyrans (2021, 104 min, Siècle Production - France Télévision - France 3), diffusion le 9 mai 2022.
- Racisé.e.s ; une histoire franco-américaine (60 min, Studiofact productions - LCP), diffusion le 10 octobre 2022.
- Auteur, réalisateur de YAKUZA (2 × 52 min - épisode 1 : L'héritage ; épisode 2 : La violence), Imagissime - Arte, diffusion le 26 mars 2024.
- Steven Spielberg, l'Homme et l'enfant (57 min, Ellis films - Arte), diffusion le 4 mai 2025 sur Arte